# Kỷ lục thời gian bay
Kỷ lục thời gian bay là khoảng thời gian mà máy bay ở trên không lâu nhất có thể. Nó có thể là do một người thực hiện, hoặc do nhiều người thay phiên nhau lái máy bay. Ban đầu còn những giới hạn trong lượng nhiên liệu mang theo nên thời gian bay không thể kéo dài, nhưng với khă năng tiếp nhiên liệu trên không, thời gian bay đã được nâng lên.

## Máy bay

### Phi thương mại
- 1931 Walter Edwin Lees và Frederick Brossy: 84 giờ 33 phút trên một chuyến bay không tiếp nhiên liệu, họ tiếp đất ở Jacksonville Beach lúc 7:20 giờ địa phương.
- 1935 Anh em Al và Fred Key: bay trên không trong 653 giờ 34 phút phía trên Meridian, Mississippi, họ sử dụng một hệ thống tiếp nhiên liệu bằng vòi tự chế để tiếp xăng cho máy bay.

### Thương mại
- Lockheed Constellation L-1649A vẫn còn giữ kỷ lục cho chuyến bay vận chuyển hành khách không dừng dài nhất — trong thời gian hãng hàng không TWA khai trương tuyến đường bay từ London đến San Francisco vào ngày 1-2 tháng 10 năm 1957, chiếc máy bay đã bay liền một mạch trong 23 giờ 19 phút.

## Khí cầu
- Một khí cầu khoa học đã lập một kỷ lục bay kéo dài khi bay vòng quanh Nam Cực trong 3 lần liên tiếp. Chuyến bay này kết thúc sớm hơn 2 giờ so với dự định là sẽ bay trong 42 ngày, dụng cụ mới của NASA là thiết bị sử dụng năng lượng tia vũ trụ (CREAM) đã được sử dụng để cung cấp năng lượng cho khí cầu. Kỷ lục trước đây được khí cầu thực hiện nhiệm vụ ghi phần tử sắt trong ngân hà của NASA thực hiện, nó bay trên Châu Nam Cực trong 32 ngày vào năm 2002. Lưu trữ ngày 14 tháng 9 năm 2007 tại Wayback Machine

## Tàu lượn
- Charles Atger người Pháp đã bay trên một chiếc tàu lượn có tên là Arsenal Air 100 trong 56 giờ 15 phút cho đến ngày 2 tháng 4 1952 tại Romanin les Alpilles gần Saint-Rémy-de-Provence ở  Pháp.[1] Sau kỷ lục này, người ta không công nhận những kỷ lục sau đó vì nghi ngại đến sự an toàn của phi công, do họ có thể ngủ gật trong khi đang bay.

## Tàu không gian
- Từ 8 tháng 1 1994 đến 22 tháng 3 1995, Valeriy Polyakov đã bay 437 ngày trong không gian, trên trạm vũ trụ Mir của Nga. Polyakov đã lập kỷ lục cho thời gian ở liên tục trong không gian lâu nhất (Sergei Krikalyov đã có tổng công là 803 ngày trong không gian, nhưng đó là tổng thời gian gián tiếp).